# Bod (Rumänien)
Bod (deutsch Brenndorf, siebenbürgisch-sächsisch Branjdref, ungarisch Botfalu) ist eine Gemeinde in der Region Siebenbürgen in Rumänien.
Der Ort ist auch unter den deutschen Bezeichnungen Bringendorf oder Brignendorf und der ungarischen Botfalva bekannt.

## Geographische Lage

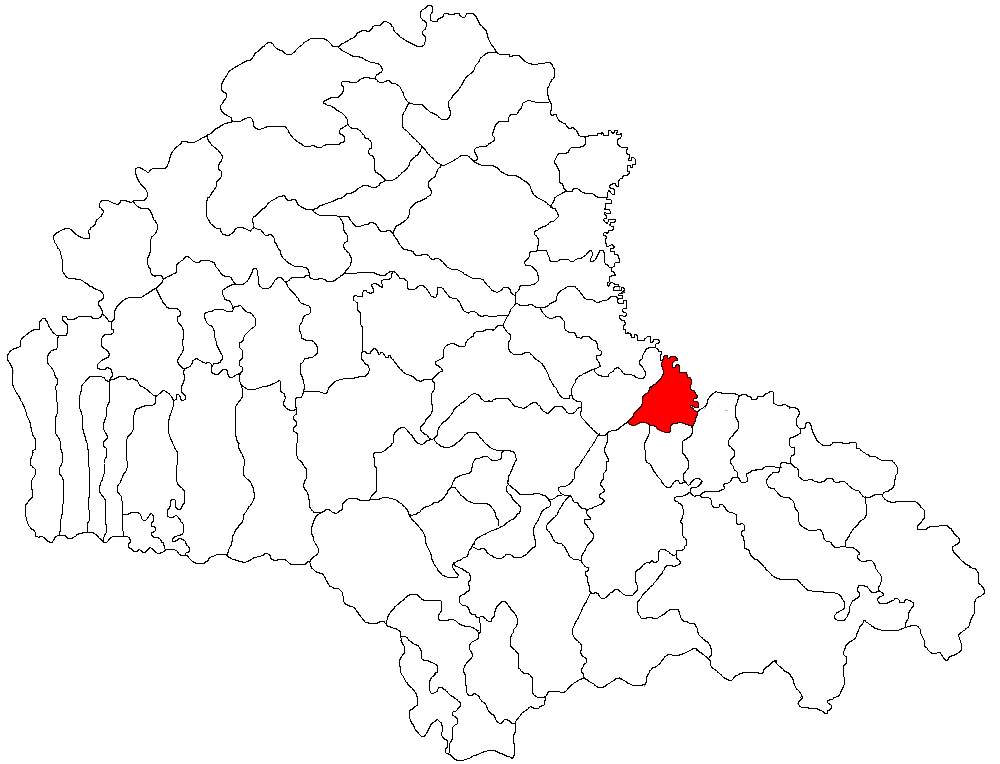
Lage der Gemeinde Bod im Kreis Brașov

Die Gemeinde Bod liegt im Burzenland im Nordosten des Kreises Brașov. Der Ort liegt an der Kreisstraße (drum județean) DJ 103, 15 Kilometer nördlich von der Kreishauptstadt Brașov (Kronstadt), zwei Kilometer von der Nationalstraße DN 13, entfernt. Des Weiteren liegt die Gemeinde an der internationalen, elektrifizierten Bahnstrecke Teiuș–Brașov.

## Geschichte
Archäologische Funde weisen darauf hin, dass die Gegend um die Ortschaft bereits in der Jungsteinzeit besiedelt gewesen sein dürfte. 
Die erste urkundliche Erwähnung erfolgte 1386 nach der Ansiedelung der Siebenbürger Sachsen, die Brenndorf jahrhundertelang nachhaltig prägen sollten.
Durch die geografische Lage des Ortes war die Gemeinde seit jeher von aus dem Süden und Osten einfallenden Eroberungs- und Plünderungszügen bedroht.
Während des Zweiten Weltkrieges kam es aufgrund der Sendeanlage zu erheblichen Kämpfen.
Im Jahre 2009 wurden noch 65 Mitglieder der evangelischen Gemeinde gezählt.

## Demografie
Die Bevölkerungsentwicklung der Gemeinde Bod:
| 1850 | 1.933 | 539   | -   | 1.258 | 136           |
| 1920 | 2.393 | 920   | 100 | 1.369 | 4             |
| 1956 | 3.892 | 2.140 | 638 | 1.075 | 39            |
| 1977 | 5.082 | 3.297 | 837 | 919   | 29            |
| 2002 | 3.927 | 3.291 | 469 | 64    | 103           |
| 2011 | 3.994 | 3.373 | 322 | 42    | 257 (Roma 16) |
| 2021 | 5.097 | 4.356 | 196 | 20    | 525 (Roma 4)  |

Seit 1850 wurde auf dem Gebiet der heutigen Gemeinde die höchste Einwohnerzahl 1977, gleichzeitig die der Rumänen und der Magyaren ermittelt. Die höchste Bevölkerungszahl der Rumäniendeutschen (1.406) wurde 1930 und die der Roma (136) 1850 registriert. Fast bei jeder Aufnahme bekannten sich einer bis drei Menschen als Ukrainer, Serben oder Slowaken.

## Wirtschaft
In der zweiten Hälfte des 19. Jahrhunderts wurde die Eisenbahnlinie von Kronstadt nach Budapest errichtet, wodurch sich auch für Brenndorf neue Möglichkeiten der wirtschaftlichen Entfaltung ergaben.
Die 1889 gegründete Zuckerfabrik ist das markanteste Unternehmen der Gemeinde. Aus der Zeit der Gründung stammt auch die Katastralgemeinde „Colonia Bod“.
1933/34 wurde der Langwellensender Bod in Betrieb genommen.

## Sonstiges
Der rumänienweite Kälterekord wurde hier im Januar 1942 registriert (−38,5 °C).

## Sehenswürdigkeiten
- Evangelische Kirche aus dem 14. Jahrhundert
- Lang- und Mittelwellensendeanlage von Bod (errichtet 1933/34), weithin sichtbar

## Persönlichkeiten
- Damasus Dürr (1537–1585), Humanist[7]
- Heinrich Zillich (1898–1988),  Schriftsteller und Vertriebenenfunktionär
- Reinhardt Schuster (* 1936), Maler[8]